# زبان پیشایونانی
زبان پیشایونانی دربرگیرندهٔ زبان یا زبان‌هایی است که در زمانی ماقبل تاریخ و پیش از جاگیرشدن مردمانی که به زبان نیایونانی سخن می‌گفتند در سرزمین یونان رواج داشته‌است. به نظر می‌رسد واژگان بسیاری از این زبان یا زبان‌ها به صورت وامواژه به زبان یونانی راه یافته‌باشد.
دربارهٔ کیستی این زبان یا زبان‌ها و گویشورانشان نگره‌هایی مطرح است. یکی از این نظریه‌ها آن را در ارتباط با مینوسی‌ها می‌داند. نظریهٔ دیگر این زبان را یکی از زبان‌های آناتولی - به‌احتمال زبان لووی- طرح‌می‌کند. گزینهٔ دیگر زبان‌های تیرنی است؛ برپایهٔ نوشته‌های توسیدید، آتنی‌ها در گذشته به زبان تیرنی سخن‌می‌رانده‌اند. این زبان‌های فرضی با زبان اتروسکی همریشگی داشته‌اند. پیشنهاد دیگر این است که این وامواژگان پیش از رسیدن گویشوران زبان نیایونانی به سرزمین کنونی‌شان به زبان آنها راه یافته‌باشند.

## برخی از وامواژگان پیشایونانی راه‌یافته به زبان یونانی
- جانوارن مانند موش :σμίνθος؛ سوسک: κάνθαρος
- فلزاتی مانند آهن: σίδηρος؛ برنز: μόλυβός؛ حلبی: κασσίτερος
- سازهایی مانند فلوت: σύριγξ؛ ترومپت: σάλπιγξ
- نام‌هایی مانند اودیسئوس
- گیاهانی مانند درخت زیتون: ἐλαία؛ تاک: ἄμπελος
- نام خدایانی مانند آپولون: Άπόλλων
- خوراکی‌هایی مانند روغن زیتون: έλαιον؛ می: οίνος
- جنگ‌افزارهایی مانند ژوبین:υσσός؛ نیزهٔ شکار: σιβύνη
- پوشاکی مانند ردا: χίτων؛ بند:μύρινθος؛ کیف: αρύβαλλος